# El alma de Garibay
Estar como el alma de Garibay es una locución española que significa que una persona no tiene estabilidad, ni lugar fijo ni adecuado a su condición social, moral ni física. También se suele aplicar tal alocución a los vacilantes, boquiabiertos, irresolutos o totalmente abúlicos.

## Origen
El origen de esta frase es difícil de concretar, pues desde el siglo XVI viene repitiéndose tal locución. Hay quien pretende que Garibay fue un noble vascongado que fue amado por una mujer fea, vieja, maledicente, chismosa, avara, contrahecha y vengativa. Una vez muerto Garibay, añade la leyenda, que en el Cielo no le admitieron por pecador y en el Infierno tampoco le dieron entrada por tonto y majadero. De este modo el alma de Garibay, suspensa y sin destino definitivo, fue condenada a vagar por el espacio en castigo de su excesivo mal gusto y bobería.

## Quevedo
Quevedo resume así el pecado y mala fortuna de Garibay en La visita de los chistes:
"Yo soy -dijo- el alma de Garibay, que ando buscando quien me quiera, y todos huyen de mí; y tenéis la culpa vosotros los vivos, que habéis introducido decir que el alma de Garibay no la quiso Dios ni el diablo, y en esto decís una mentira y una herejía. La herejía es decir que no la quiso Dios, que Dios todas las almas quiere y por todas murió; ellas son las que no quieren a Dios: así que Dios quiso el alma de Garibay como las demás. La mentira consiste en decir que no la quiso el diablo: ¿hay alma que no la quiera el diablo? No por cierto, que pues él no hace asco de las de los pasteleros, roperos, sastres, ni sombrereros, no la hará de mí. Cuando yo viví en el mundo me quiso una mujer calva y chica, gorda y fea, melindrosa y sucia, con otra docena de faltas: si esto no es querer el diablo, no sé qué es el diablo, pues veo, según esto, que me quiso por poderes, y esta mujer en virtud dellos me endiabló, y ahora ando en pena por todos estos sótanos y sepulcros. Y he tomado por arbitrio volverme al mundo y andar entre los desalmados corchetes y mohatreros, que por tener alma todos me reciben; y así todos estos y los demás oficios deste jaez tienen el ánima de Garibay. Y decildes que muchos dellos que allá dicen que el alma de Garibay no la quiso Dios ni el diablo, la quieren ellos por alma y la tienen por alma, y que dejen a Garibay y miren por sí."

## Otros autores
Otras versiones acerca del alma de Garibay se dan en el folclore español, pero ninguna tiene el carácter de permanencia que tiene la de Quevedo. Dante, en su Divina Comedia, muestra a los condenados que lo fueron por no haber logrado en vida agradar ni a Dios ni al diablo (Dio spiaggenti e a gli inimici suoi) y a estos tales se les ha llamado a veces almas de Garibay.
El alma de Garibay es también el título de un ensayo publicado en 1964 por el escritor Antonio Espina.